# Bataille de Nantes (1799)
Pour les articles homonymes, voir Bataille de Nantes.
Chouannerie
Batailles
- Liffré
- 1re Argentré
- Expédition de Quiberon
- Plouharnel
- Quiberon
- Segré
- 1er Rocher de La Piochais
- La Ceriseraie
- La Cornuaille
- 1re La Croix-Avranchin
- La Vieuville
- Boucéel
- 1re Saint-James
- 2e Rocher de La Piochais
- 2e La Croix-Avranchin
- Auverné
- Andigné
- Croix-Couverte
- Tinchebray
- L'Auberge-neuve
- Locminé
- Saint-Hilaire-des-Landes
- Val de Préaux
- Le Grand-Celland
- 2e Argentré
- Noyant-la-Gravoyère
- La Hennerie
- Saint-Aubin-du-Cormier
- Le Mans
- Nantes
- Saint-Brieuc
- Le Lorey
- Mont-Guéhenno
- La Tour d'Elven
- 2e Saint-James
- Les Tombettes
- Pont du Loc'h

La bataille de Nantes se déroule le 20 octobre lors de la Chouannerie. Elle s'achève par la victoires des chouans qui réussissent un raid contre la ville de Nantes.

## Prélude
Les chouans reprennent les armes en octobre 1799, après une réunion des généraux royalistes à Pouancé. Le 10 octobre, Pierre Louis Godet de Châtillon, général en chef de l'Armée catholique et royale du Bas-Anjou et de Haute-Bretagne, fait rassembler une partie de son armée au Louroux-Béconnais. Le lendemain, il donne l'ordre de marcher sur Nantes. Cependant il sait la ville bien défendue et son intention n'est pas de s'en emparer mais d'intimider les républicains par une démonstration de force. Le 19 octobre, sa troupe est rejointe par une autre colonne à Carquefou au nord de Nantes. Châtillon dispose alors de 2 000 hommes issus des divisions de Châteaubriant, Varades, Ancenis et Segré. À ce moment-là, il est informé par le chevalier de Penhouët que le général Achille Tocip, dit Grigny, commandant de la place de Nantes, a quitté la ville le même jour pour se porter dans le pays de Châteaubriant. Les deux armées étaient passées l'une à côté de l'autre sans se voir. Sachant la garnison ainsi diminuée, Châtillon décide d'entrer à Nantes.

## Déroulement
Le 20 octobre, à trois heures du matin, l'avant-garde des chouans, commandée par d'Andigné, passe à l'attaque. En un instant, la porte de Rennes est prise et les chouans se ruent à l'intérieur de la ville avant même que les républicains n'aient réagi. Ceux-ci sont complètement surpris par l'attaque et sont tout juste avertis par quelques coups de feu. Environ 900 gardes nationaux sur les 2 000 dont dispose la place étaient pourtant de garde la nuit, mais la défense était mal organisée.
Les chouans s'emparent de l'Île Feydeau sans rencontrer presque aucune résistance et prennent le contrôle de plusieurs ponts au cœur de la ville. Environ 1 400 d'entre pénètrent dans la ville tandis que 600 autres gardent la sortie. De son côté, le colonel chouan Mathurin Ménard dit Sans-Peur, commandant de la division de Segré, se rend maître de la prison du Bouffay, où il délivre onze prisonniers, dont trois prêtres, mais refuse de faire libérer les détenus de droit commun. 
Cependant les chouans sont trop peu nombreux pour occuper une aussi grande ville, peuplée de 90 000 habitants, et se dispersent en petits groupes. De plus, un brouillard se lève et entretient la confusion. De leur côté, les gardes nationaux et les troupes de ligne se sont regroupent et commencent à lancer des contre-attaques à l'aube. D'Andigné donne alors l'ordre à ses hommes de se replier et de regagner la porte de Rennes. À 6 heures du matin, les chouans évacuent la ville sans être poursuivis. 

## Pertes
Les chouans ont onze tués lors de l'affrontement et les républicains perdirent douze hommes, dont le chef de bataillon Sacy, commandant de la place en l'absence de Grigny, qui trouve la mort au début de l'attaque. Les patriotes ont également plus de 41 blessés dont le maire de la ville, Saget, dont le jambe est amputée.

## Conséquences
Bien que Nantes n'ait été que partiellement occupée pendant seulement trois heures, le raid a un grand retentissement dans toute l'Europe car la ville était restée célèbre pour sa défense contre les Vendéens lors de la bataille de Nantes en 1793. Ce succès améliore le moral des Chouans et des Vendéens, il décide les Britanniques à accélérer leurs aides aux royalistes de l'Ouest et diminue l'ardeur des troupes républicaines de Grigny, qui une fois revenues à Nantes, n'osent plus sortir loin de la ville.